# Aleksandria (obwód kirowohradzki)
Aleksandria (ukr. Олександрія, trb. Ołeksandrija) – miasto na Ukrainie (obwód kirowohradzki) nad rzeką Ingulec (prawy dopływ Dniepru).
Miasto położone jest we wschodniej części obwodu, 75 km od Kropywnickiego.

## Historia

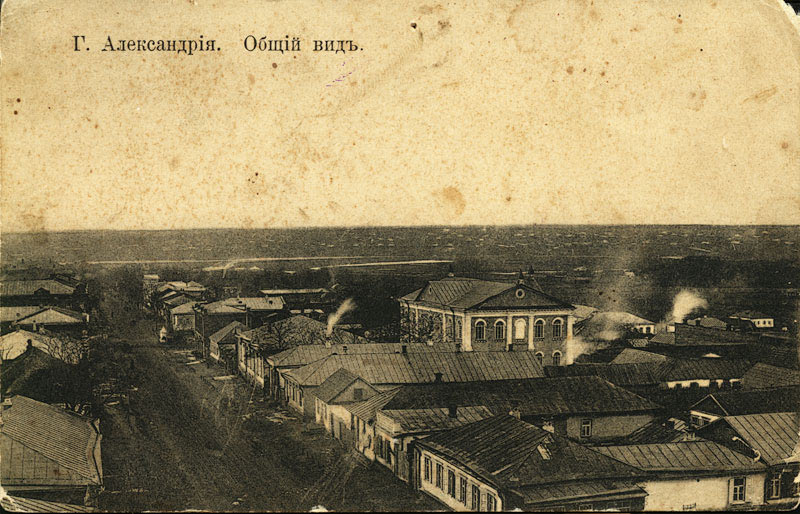
Panorama miasta, 1900

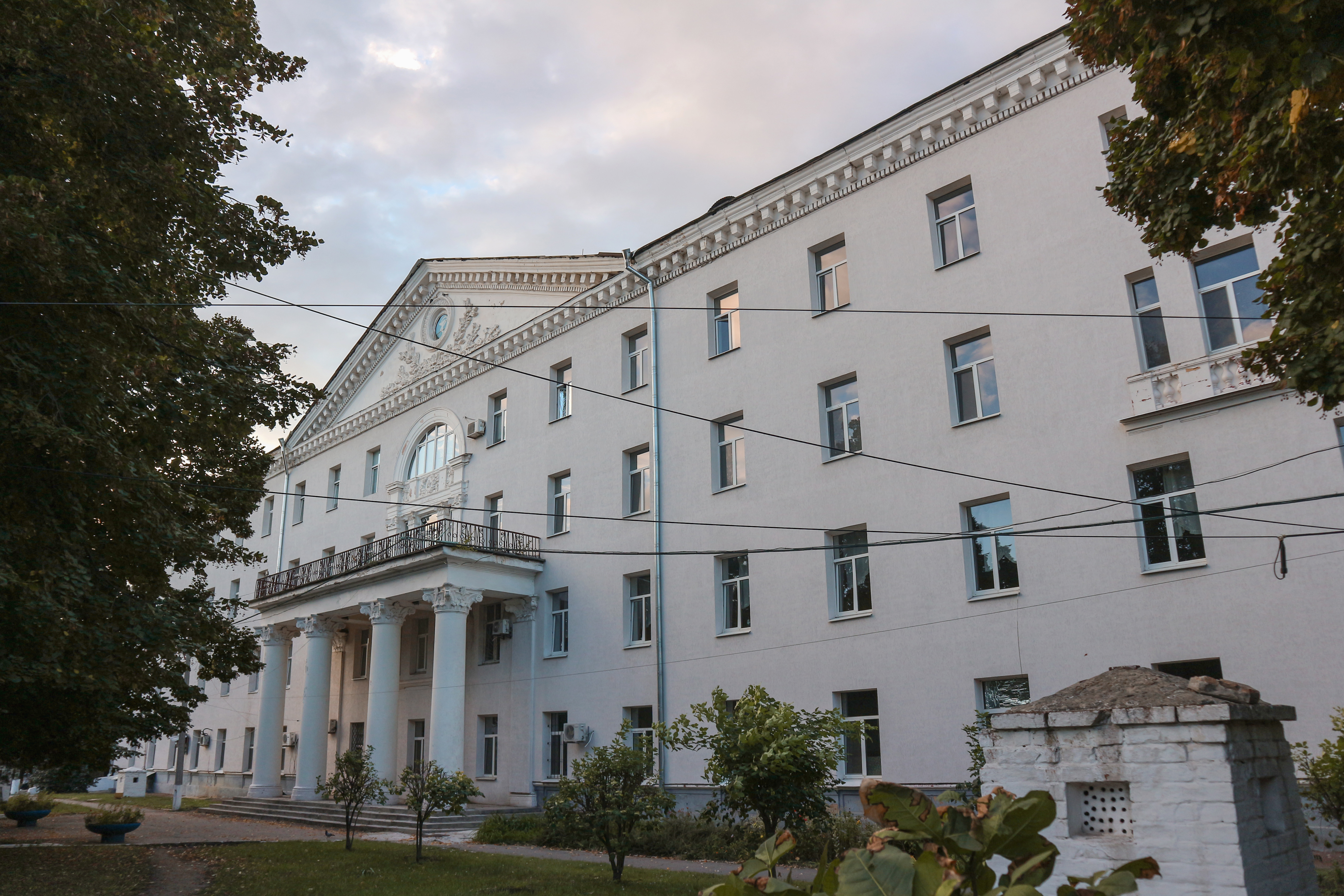
Szpital Miejski

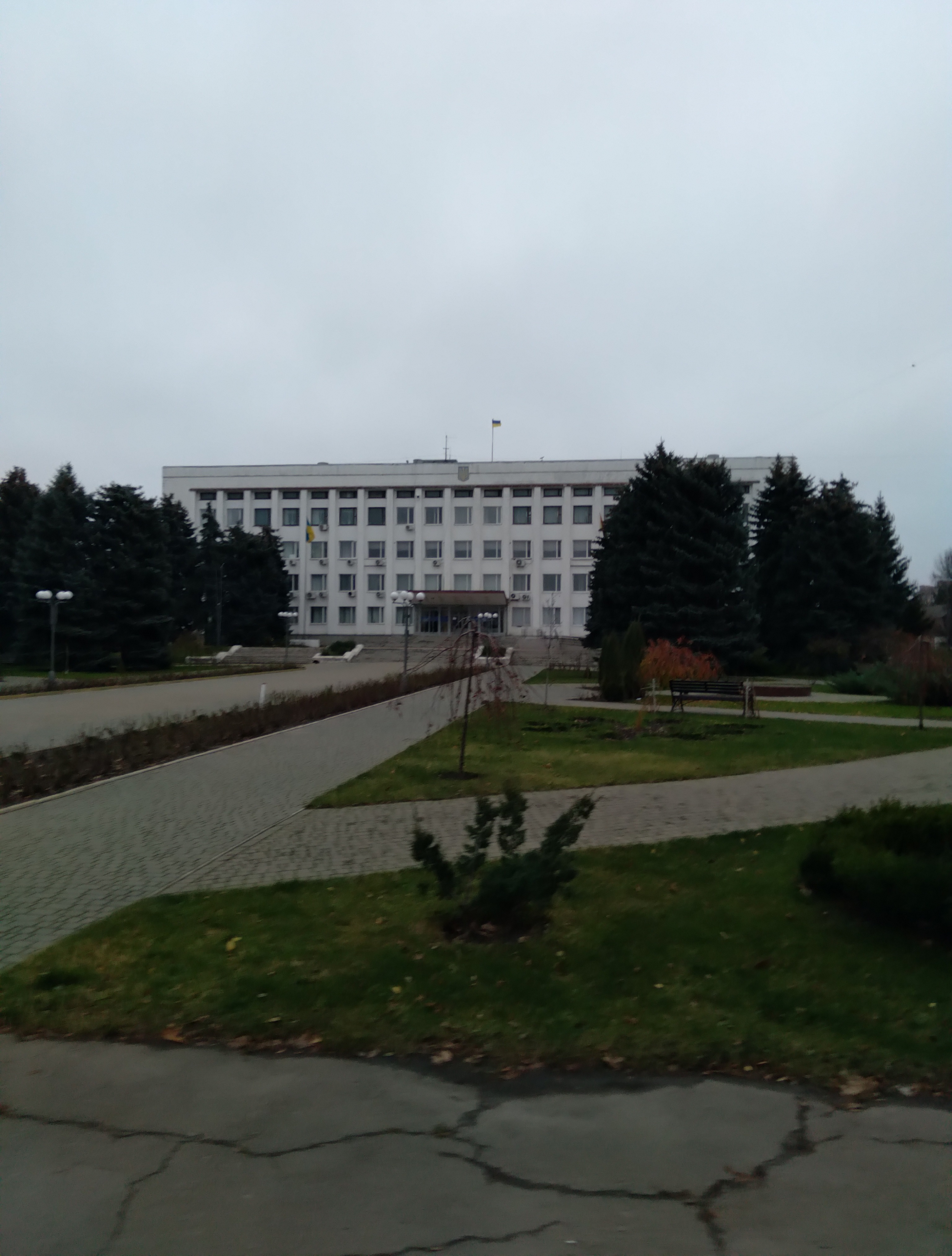
Rada Miejska

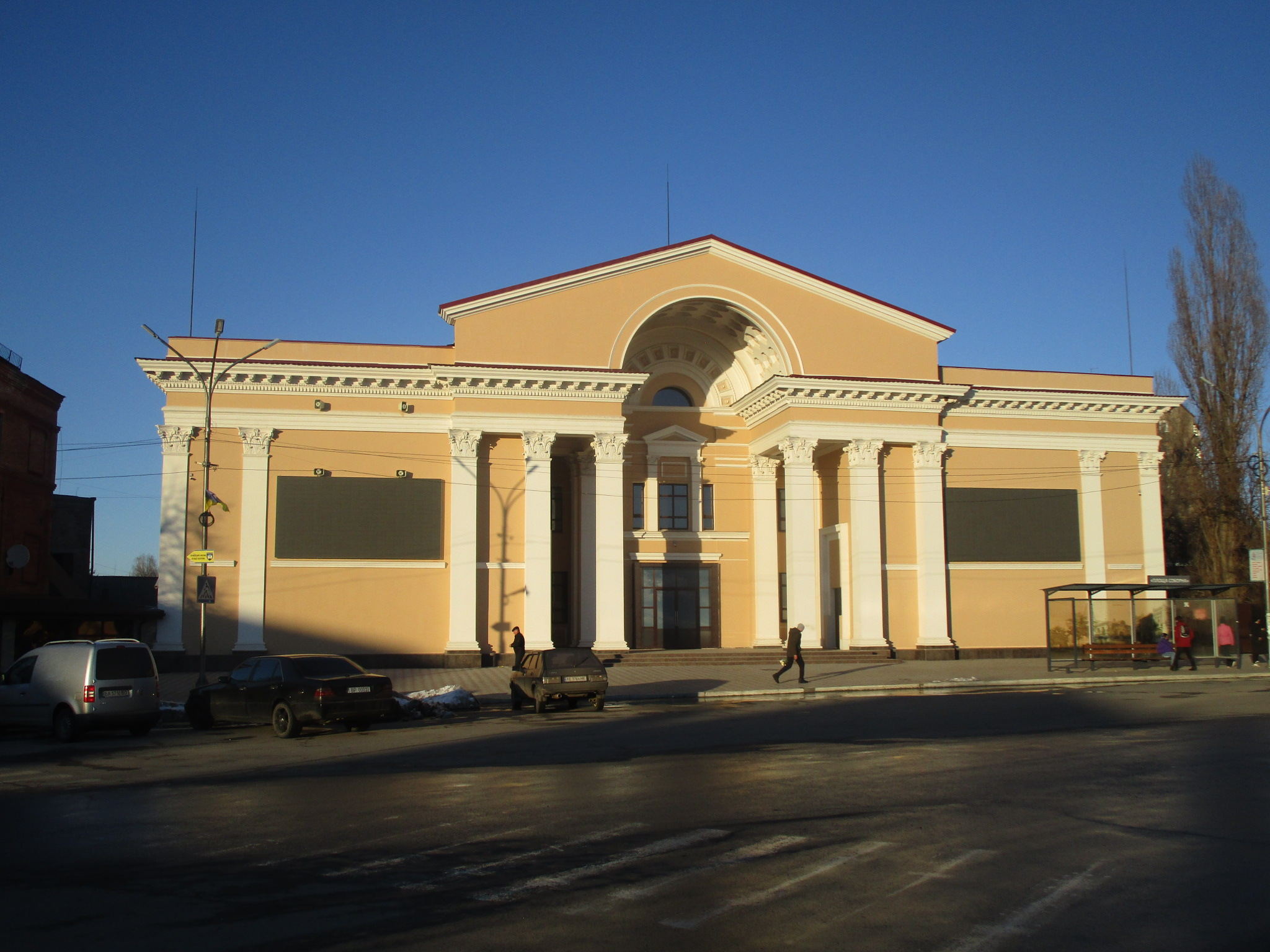
kino „Październik”

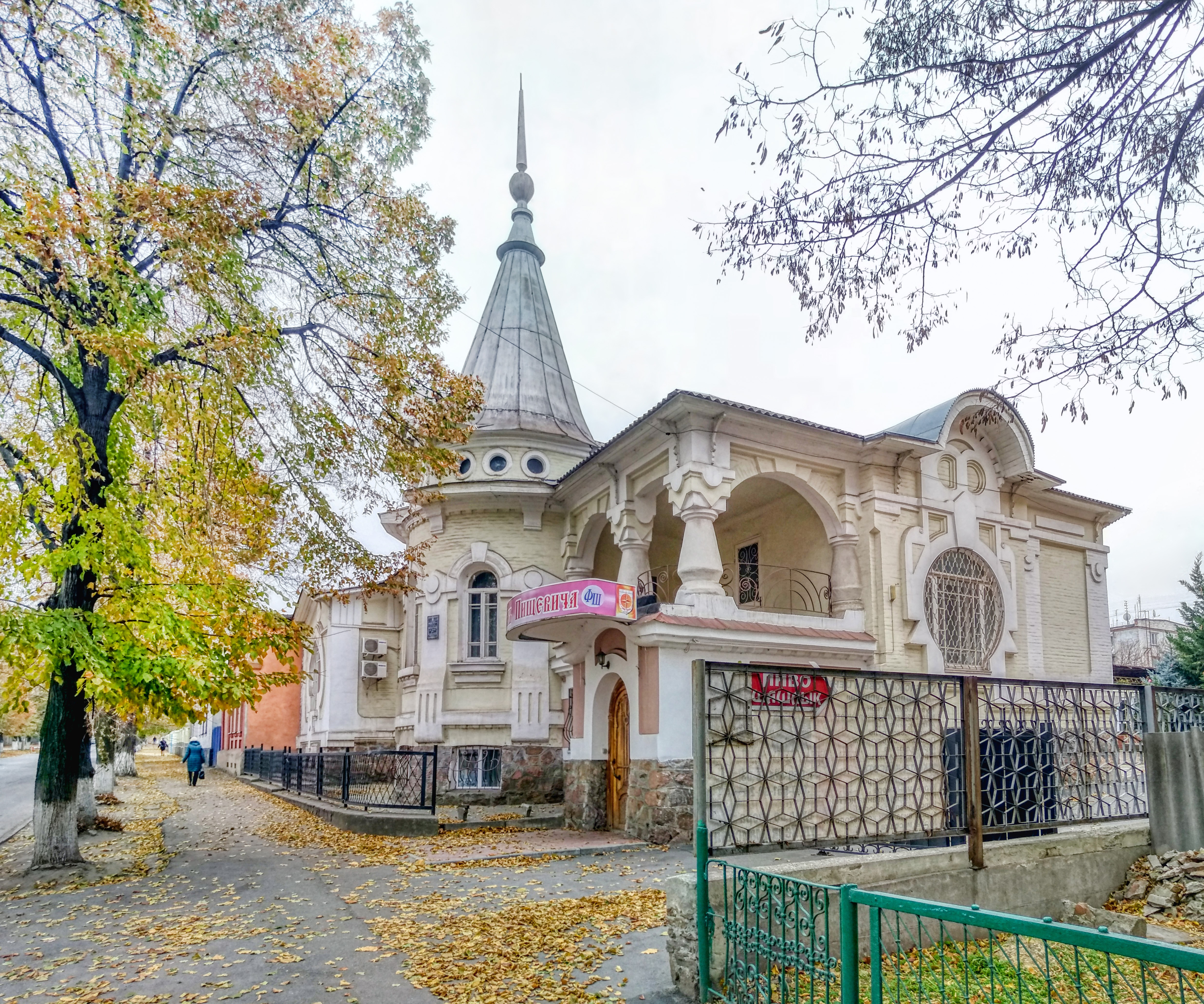
Dom Pyszczewycza

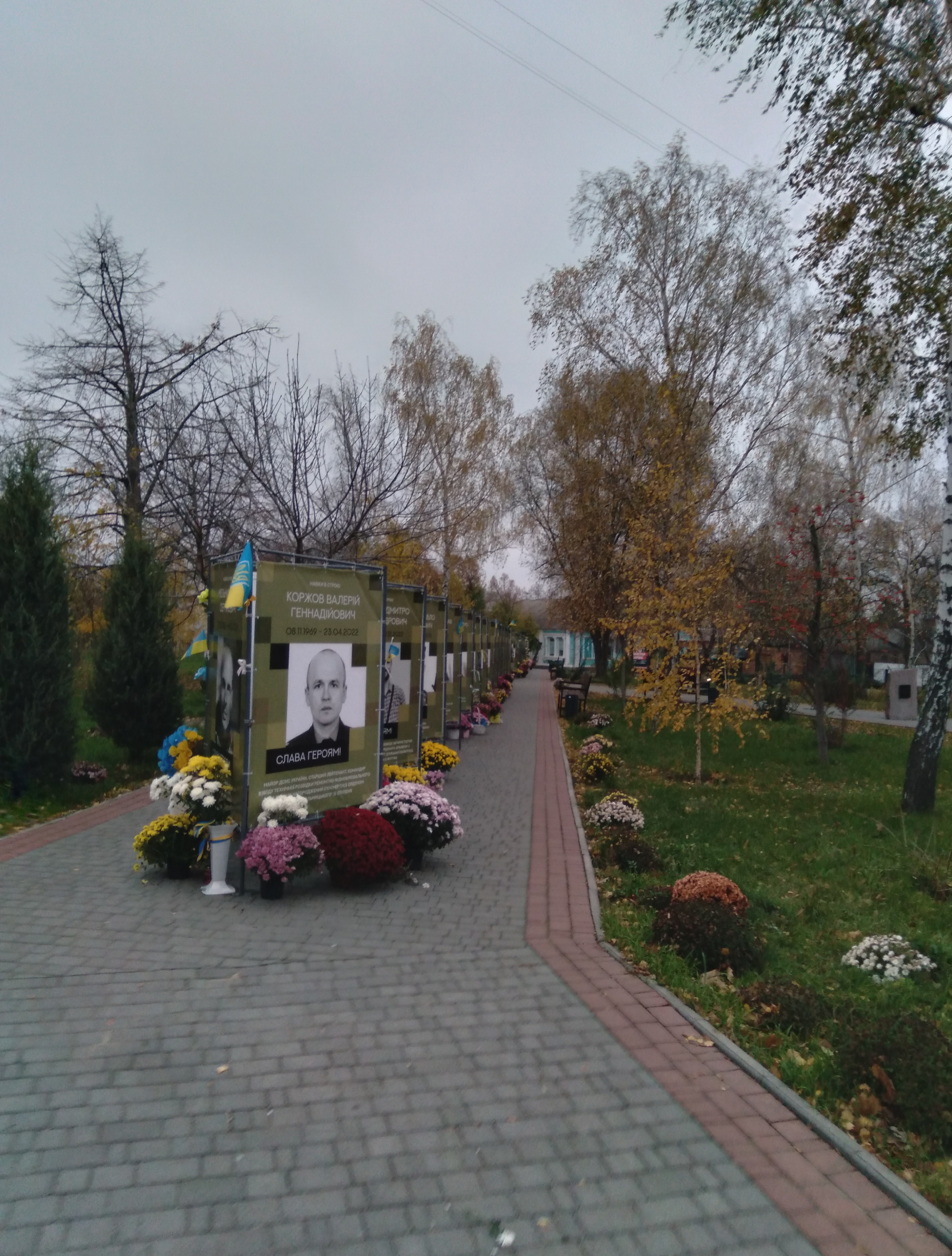
Aleja pamięci bohaterów poległych w wojnie rosyjsko-ukraińskiej, 2023

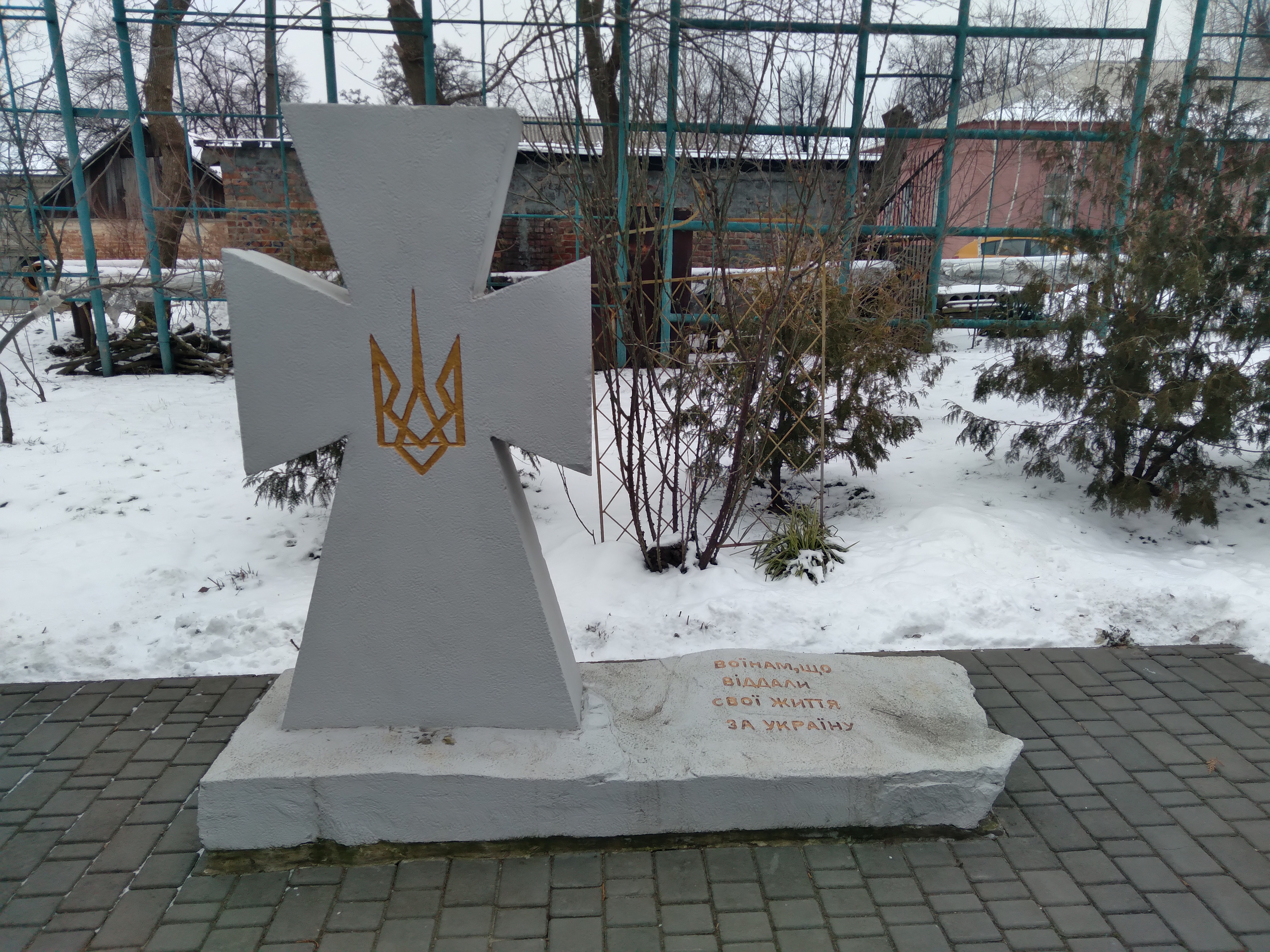
pomnik żołnierzy poległych podczas wojny rosyjsko-ukraińskiej

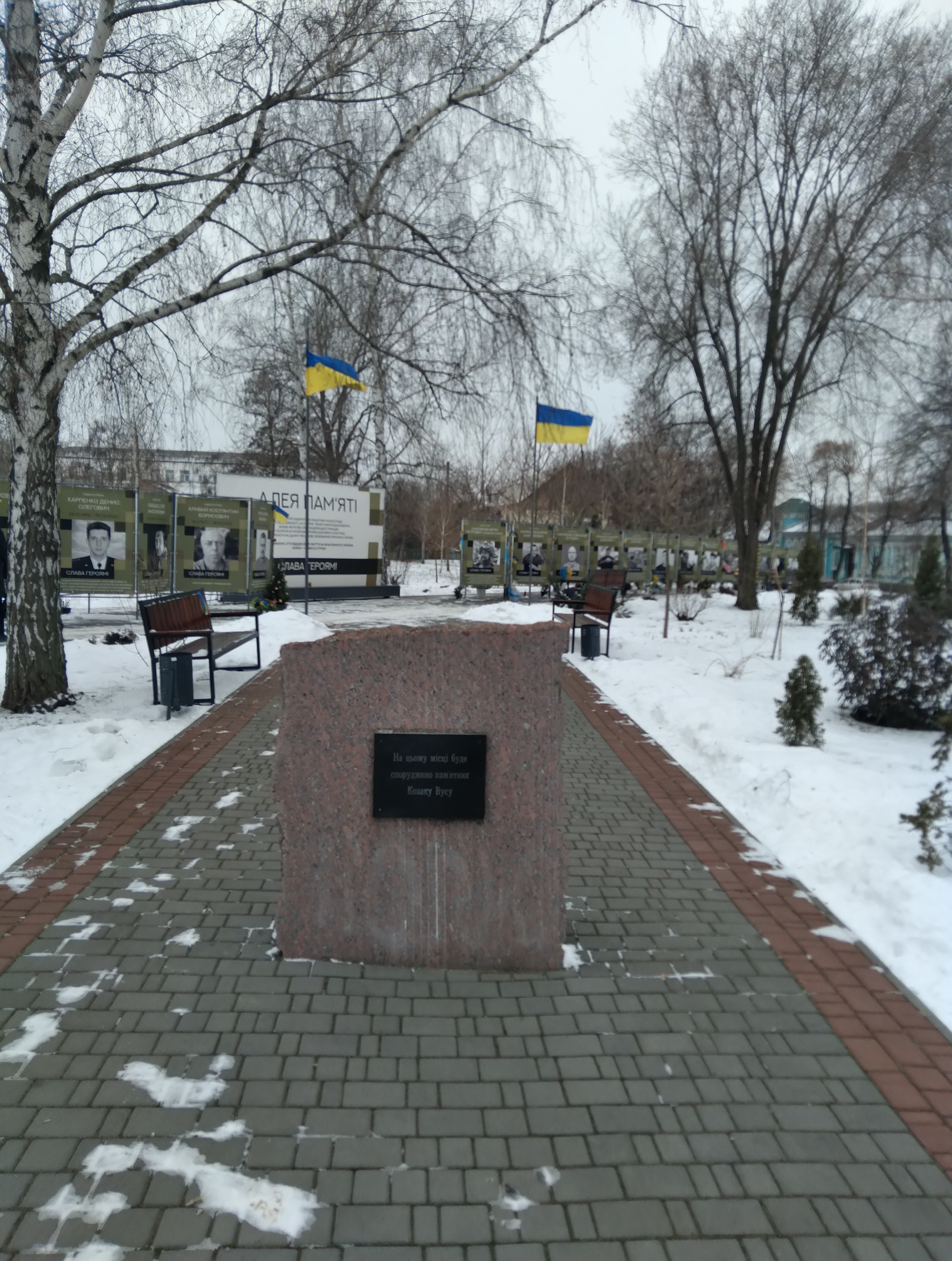
pomnik ukraińskiego Kozaka Vusa – założyciela miasta

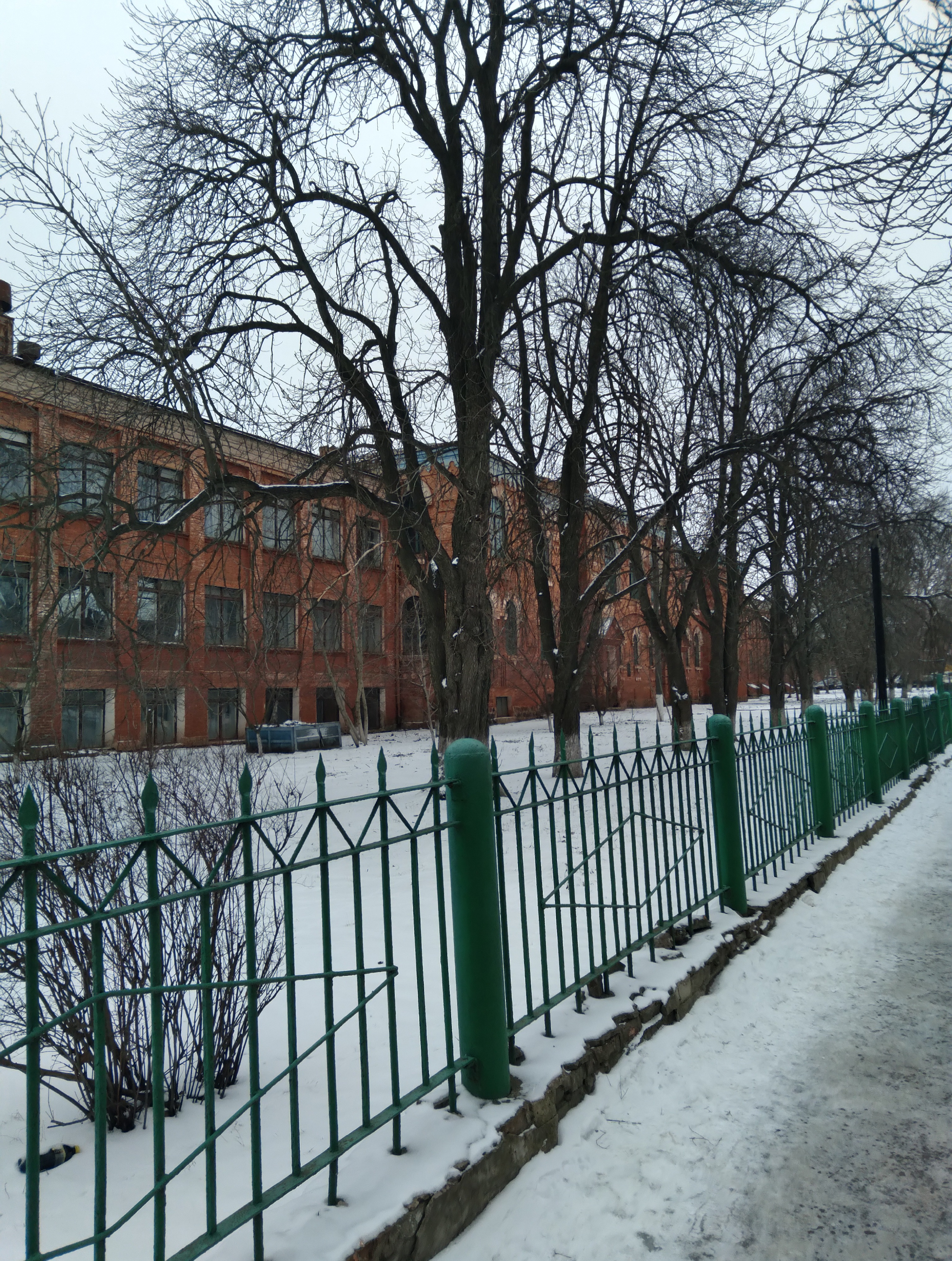
budynek dawnej sali gimnastycznej

W XVI – I połowie XVIII w. ziemie współczesnego miasta i tereny przyległe były w posiadaniu Siczy Zaporoskiej. Pierwsza wzmianka o osadzie Usiwki na terenie miasta pochodzi z 1746 roku. Według wersji na wpół legendarnej osada powstała jako obóz zimowy kozaków, założony przez kozaka zaporoskiego Usyka (Wusa). Według danych z XVIII w. na początku lat czterdziestych XVIII w. na terenie miasta osiedlili się Kozacy Stu Krzemieńczuków z Pułku Myrorodskiego „Gryhorij Usyk z bratem Sydorem, Pylypem Usykiem i jego bratem Cyrylem”. Choć nie byli oni pierwszymi osadnikami na tych terenach.
Za datę założenia osady można zatem przyjąć rok 1739, kiedy to zaczęli tu mieszkać pobliscy sąsiedzi Mychajło Owramenko, Kozak Setki Krzemieńczuckiej: Stepan Tereszczenko i Roman Kasjan.
Od 1784 r. przydzielony do Aleksandrijska. Później nazwę miasta zmieniono na Aleksandria. W 1793 r. mieszkało tu 738 osób.
14 marca 1806 roku utworzono powiat aleksandryjski, będący częścią
gubernii chersońskiej.
W 1858 r. w Aleksandrii żyło 7800 mieszkańców.
Na początku XX wieku w Aleksandrii mieszkało 14 007 osób.
Podczas wojny radziecko-ukraińskiej w 1917 roku na terenie Aleksandrii pojawiły się oddziały Ukraińskich Wolnych Kozaków. 26 marca 1919 roku zaczęto wydawać gazetę. W maju 1919 r. w Oleksandrii doszło do
powstania antybolszewickiego pod wodzą
Otamana Hryhorjewa. 23 maja 1919 roku powstanie zostało brutalnie stłumione przez siły Armii Czerwonej.
W czasie Wielkiego Głodu zorganizowanego przez władze sowieckie w latach 1932–1933 zginęło co najmniej 1729 mieszkańców miasta.
Podczas okupacji hitlerowskiej, w grudniu 1941 roku Niemcy utworzyli getto dla żydowskich mieszkańców. Przebywało w nim około 700 osób. W marcu 1942 roku Niemcy zlikwidowali getto, a Żydów zamordowali w okolicy Iwanogrodu.
W 1989 liczyło 102 611 mieszkańców.
W 2013 liczyło 82 819 mieszkańców.
W czasie wojny na wschodzie Ukrainy zginęło 24 mieszkańców Aleksandrii, na cześć czego w 2017 roku w Święto Niepodległości odsłonięto pomnik w kształcie krzyża z trójzębem
Podczas inwazji Rosji na Ukrainę 15 kwietnia 2022 r. o godzinie 22:26 Rosjanie dwoma rakietami uderzyli w infrastrukturę miasta i lotnisko. Później szef Obwodowej Administracji Państwowej Kirowogradu Andrij Rajkowicz i burmistrz Oleksandrii Serhij Kuzmenko przekazali, że w wyniku ataku zginęli i zostali ranni.
W 2023 roku w Święto Niepodległości odsłonięto Aleję Pamięci Poległych w wojnie wojny rosyjsko-ukraińskiej.

## Gospodarka
W Aleksandrii rozwinął się przemysł metalowy, spożywczy oraz materiałów budowlanych. W mieście odbywa się eksploatacja i brykietowanie węgla brunatnego.

## Miasta partnerskie
- Jarocin, Polska
- Xinyi, Chiny
- Tervel, Bułgaria
- Bath, Wielka Brytania